# Amore e morte nel romanzo americano
Amore e morte nel romanzo americano è l'opera, probabilmente la più nota, del critico letterario statunitense Leslie Fiedler.

## Contenuto
Amore e morte nel romanzo americano è un saggio fondamentale sui temi dell'amore e della morte nella narrativa americana. Tali meccanismi sono comuni anche al teatro e al cinema che spesso attingono abbondantemente a immaginari comuni.
L'autore, noto "Enfant terrible" della critica letteraria americana, aveva, in quest'opera, l'obiettivo di "riscattare i nostri grandi libri dai loro commenti ufficiali", adottando nuove e spregiudicate interpretazioni.
L'indagine di Fiedler mirava, infatti, a "decostruire" il romanzo americano analizzando la tradizione letteraria americana in chiave psicanalitica e antropologico - sociale. Negli autori principali (Edgar Allan Poe, William Faulkner) e nei classici dell'infanzia (Moby Dick, Le avventure di Huckleberry Finn), Fiedler rileva alcuni temi che ricorrono costantemente nella narrativa statunitense: l'ossessione della violenza, della morte, dell'incesto e dell'omosessualità; la terribile seduzione della fanciulla pura da parte del libertino e, infine, la segreta attrazione sessuale del negro sul bianco. Tutti questi elementi ricorrenti concorrono a dar corpo all'ossessione che più turba l'"Homo Americanus": vale a dire la paura dell'esplodere dell'irrazionalità, e quindi del caos (rappresentata, oltre che dal negro, dall'indiano e dalla donna fatale), che rischierebbe di distruggere la moderna e razionale società statunitense, modellata sugli ideali dell'Illuminismo. Tale paura è alla base della letteratura nera (o gotica) americana che, secondo Fiedler, è il filone prevalente della narrativa americana, rispetto agli altri due filoni classici del romanzo statunitense: lo storico ed il sentimentale.